# Järvtjärnen (Jörns socken, Västerbotten)
Järvtjärnen är en sjö i Skellefteå kommun i Västerbotten och ingår i Skellefteälvens huvudavrinningsområde. Sjön har en area på 0,119 kvadratkilometer och ligger 344,3 meter över havet.

## Delavrinningsområde
Järvtjärnen ingår i det delavrinningsområde (723844-169141) som SMHI kallar för Ovan 723457-169356. Medelhöjden är 348 meter över havet och ytan är 14,14 kvadratkilometer. Det finns inga avrinningsområden uppströms utan avrinningsområdet är högsta punkten. Vällingån som avvattnar avrinningsområdet har biflödesordning 4, vilket innebär att vattnet flödar genom totalt 4 vattendrag innan det når havet efter 110 kilometer. Avrinningsområdet består mestadels av skog (50 procent) och sankmarker (45 procent). Avrinningsområdet har 0,56 kvadratkilometer vattenytor vilket ger det en sjöprocent på 4 procent.